# Zeisigstein
Der Zeisigstein (auch bloß Zeisig) ist ein 550,7 m ü. NHN hoher Berg in der Sächsischen Schweiz.
Nach dem Großen Zschirnstein (560,3 m) und dem Großen Winterberg (556 m) ist der Zeisigstein der dritthöchste Berg der Sächsischen Schweiz und der fünfthöchste Berg des gesamten Elbsandsteingebirges.

## Lage und Umgebung
Etwa zwei Kilometer westlich des Zeisigsteins liegt Markersbach, ein Ortsteil von Bad Gottleuba-Berggießhübel. Vier Kilometer östlich befindet sich das Bielatal.
Der Berg befindet sich im Übergangsbereich des Elbsandsteingebirges zum Osterzgebirge. Daher sind vom Gipfel im Norden Tafelberge der Sächsischen Schweiz und im Südwesten die Landschaften des Osterzgebirges sichtbar. Sandsteinschichten überlagern hier den Gneis des nahen Erzgebirges. Über den Berg verlief einst ein Abschnitt des Kulmer Steigs.

## Wandern
Auf den Gipfel des Zeisigsteins führen mehrere Wege. Am Gipfel befindet sich ein Aussichtspunkt. Der Fernwanderweg Forststeig Elbsandstein führt über den Gipfel des Zeisigsteins.